# Södertjärnarna
Södertjärnarna är en sjö i Ljusdals kommun i Hälsingland och ingår i Ljungans huvudavrinningsområde.